# 吳昇峰
吳昇峰（1987年7月28日—），為台灣棒球選手，司職投手，目前效力於台灣銀行業合作金庫旗下的棒球隊。在2018年亞洲運動會對韓國隊先發5局僅失1分，終場以業餘球員為主要成員的中華台北隊擊敗全職業球員的韓國隊，此役後被譽為「最強銀行員」。

## 球員生涯

### 三級棒球時期
吳昇峰自幼就受父親影響而成為支持三商虎隊的球迷，就讀鹿野國中時開始打棒球。起初於鹿野國中青少棒球隊及高中時考上台東體中後，大多負責撿球和當記錄員，缺乏上場機會，這時期吳昇峰在場上擔任野手，在高三下學期長到180公分，教練考量他有身材優勢，讓其改練為投手。

### 成棒時期
高中畢業後，吳昇峰原欲就讀國立體育大學，卻因名額已滿而晚一年半入學，期間於兄弟象台東春訓時，幫忙餵球、擔任球僮，兄弟象總教練因此找他做練習生，當他進入了國立體育大學，便離開兄弟象。就讀國立體大時，投球成績平平，也鮮少上場。大三因手臂受傷，所以總教練建議改變投球姿勢，於是轉練側投。
從國立體大畢業後，吳昇峰先是效力於桃園航空城，並助桃園航空城於2011年全國社會甲組棒球城市對抗賽奪亞軍，隨後進入國訓隊服役，2012年從國訓退伍後，加入台灣銀行業合作金庫擁有的業餘棒球隊合庫棒球隊，此時漸漸投出成績，也一度曾動念挑戰職棒，並獲得職棒球團的觀察，卻因右手肘開刀與術後一年的恢復期而放棄。
2017年港口杯正選投手范孟晨因故退出，時任總教練許順益選了吳昇峰替補入隊，之後他在該屆四強賽對日本先發5局無失分，助中華闖入冠軍戰，接著又入選亞錦賽，於賽會中對決韓國，主投5局，被敲出3支安打、無失分。
2018年亞洲運動會棒球比賽，吳昇峰再次入選國家隊，並於對陣韓國隊時，先發主投5局，只在第4局失一分，令業餘為主的中華隊2：1擊敗職業全明星的韓國隊。賽後韓國媒體《體育朝鮮》以「擊沉身價150億韓圜的韓國隊，台灣實業棒球是什麼？」為新聞標題並訝異台灣業餘棒球的實力，同時台灣球迷及媒體也開始稱吳昇峰為「最強銀行員」。
吳昇峰多次在國際賽展露身手後，他於2019年世界棒球12強賽首次入選一級國家隊。在複賽階段，先發對美國隊，在前6局成功封鎖美國隊，然而於第7局遭擊出兩分全壘打。該場共計主投6.2局失3分，終場中華隊以2比3輸球。

## 外部連結
- 吳昇峰在台灣棒球維基館上的頁面（繁體中文）